# Ammoxydation

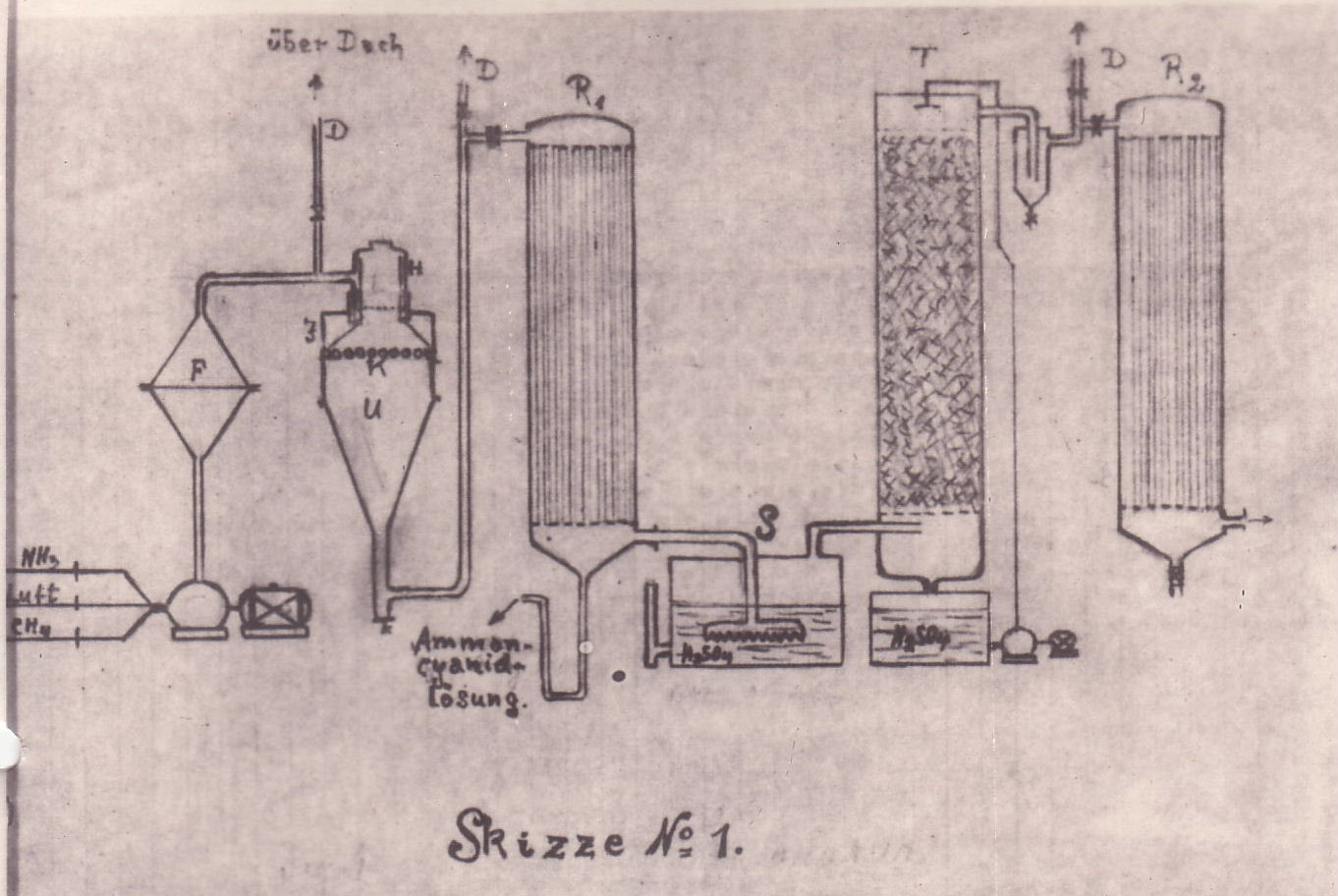
Schéma du procédé d’andrussow servant à fabriquer de l’acide cyanhydrique

En chimie, l'ammoxydation est un procédé industriel de production des nitriles à partir d'ammoniac et d'oxygène. Les substrats habituels sont des alcènes. L'ammoxydation est parfois appelée procédé Sohio en référence au fait qu'elle a été diffusée par la Standard Oil of Ohio. Ce procédé est notamment utilisé pour la production de l'acrylonitrile CH2=CH–CN à partir du propène CH2=CH–CH3 :
CH2=CH–CH3 + 3/2 O2 + NH3 → CH2=CH–CN + 3 H2O.
Plusieurs millions de tonnes d'acrylonitrile sont produits chaque année de cette façon. La production mondiale d'acétonitrile, un solvant très utilisé, est un sous-produit de cette réaction.
Les alcools et les aldéhydes peuvent également être utilisés comme substrats à la place des alcènes, notamment l'alcool allylique CH2=CH–CH2OH et l'acroléine CH2=CH–CHO à la place du propène CH2=CH–CH3 pour produire l'acrylonitrile CH2=CH–CN :
CH2=CH–CH2OH + O2 + NH3 → CH2=CH–CN + 3 H2O.
CH2=CH–CHO + 1/2 O2 + NH3 → CH2=CH–CN + 2 H2O.
Ces substrats sont cependant plus chers que les alcènes et sont donc moins utilisés.
Le cyanure d'hydrogène HCN est produit à partir du méthane CH4 par une réaction apparentée, le procédé Andrussow :
CH4 + 3/2 O2 + NH3 → HCN + 3 H2O.